# Georg Melches
Georg Melches (* 24. August 1893 in Essen-Borbeck-Mitte; † 24. März 1963 in Bühl) war Betriebsführer und Bergwerksdirektor, der insbesondere als Fußballfunktionär über seine Heimatstadt hinaus bekannt wurde.

## Leben
Der Sohn eines Betriebsführers der Zeche Emil-Emscher besuchte zunächst die Vogelheimer Volksschule, dann das Gymnasium Borbeck und später das Realgymnasium Altenessen. Nach Absolvierung der Reifeprüfung trat er 1914 als Kriegsfreiwilliger in das deutsche Heer ein und kehrte erst zur Weihnachtszeit 1918 in sein Elternhaus zurück. Im darauf folgenden Jahr begann er seine berufliche Laufbahn mit zwei halbjährigen Praktika im Untertagebetrieb auf Schacht Emscher sowie auf der Kokerei Helene im Düsenkanal.
Am 15. Januar 1920 trat Melches in die Koksofen und Gasverwertungs-AG (Kogag) in Essen ein, wo er schnell in leitende Positionen aufstieg. Ab 1928 war er Vorstandsmitglied und ab 1933 Alleinvorstand der Didier-Kogag. 1938 wurde er Direktor der nach einem Zusammenschluss Didier-Kogag-Hinselmann AG genannten Firma. Dies blieb er bis zu seiner Pensionierung 1959.

## Rot-Weiss Essen
Obwohl Georg Melches nie Vereinsvorsitzender war, hat er Rot-Weiss Essen über ein halbes Jahrhundert lang geprägt und den Grundstein zum deutschen Pokalsieg 1953 und zur Deutschen Meisterschaft 1955 gelegt.
Am 1. Februar 1907 gehörte er zu den Gründern des Sportverein Vogelheim genannten Vereins, der mitten im Zechengebiet der Emscherniederung lag. Durch Fusion mit Spiel und Sport Emscher 1923 ging daraus Rot-Weiss Essen hervor. Spieler und Mitglieder waren damals vorwiegend Schüler sowie Bergleute und Angestellte der Zeche Emscher. Er spielte als Mittelstürmer und später als Verteidiger bis 1927 in der ersten Mannschaft. Ab 1919 nahm er zudem zahlreiche weitere Aufgaben wahr, unter anderem als Schriftführer, Geschäftsführer, Fußballobmann und Finanzobmann. Seit 1950 war er Ehrenvorsitzender auf Lebenszeit mit Sitz und Stimme im Vorstand.

## Georg-Melches-Stadion
Die erste Spielstätte der Rot-Weissen lag am Fuß eines Steinkohleberges der Zeche Emscher. Anfang der 1920er Jahre erfolgte ein Umzug an die Hafenstraße auf eine Fläche, die bislang der Turnverein Bergeborbeck nutzte. Das Stadion Rot-Weiss entstand am Standort der heutigen Spielstätte. Mit einer maximalen Kapazität für ca. 10.000 bis 12.000 Besucher war dieses Stadion bis in die 1930er Jahre ausreichend. Nach dem Aufstieg 1938 in die Gauliga, der damals höchsten deutschen Spielklasse, wurden die Grenzen des Fassungsvermögens schnell erreicht.
Bergwerksdirektor Georg Melches nutzte seine unternehmerischen Kontakte und bot der Baufirma Hochtief das Stadiongelände als Schutt-Abraumhalde an. Aus dem Schutt errichteten Vereinsmitglieder und Bergarbeiter neue Stehränge. Die Einweihung der erneuerten Anlage fand am 13. August 1939 mit einem Spiel gegen den Deutschen Meister FC Schalke 04 statt. Das Spiel gewannen die Schalker vor über 30.000 Zuschauern mit 5:1.
Im Zweiten Weltkrieg wurde das Stadiongelände zerstört. Unmittelbar nach Ende des Krieges lud Georg Melches für den 31. August 1945 zu einer ersten Versammlung auf der zerstörten Platzanlage ein. Rund 40 Mitglieder folgten dem Aufruf, und es wurde beschlossen, den Spielbetrieb wieder aufzunehmen, die Spielfläche herzurichten und die Schäden zu beseitigen. Melches leitete die Aufbauarbeiten und besorgte die notwendigen Materialien. Nach und nach entstand in den Folgejahren ein Klubhaus mit Geschäftszimmer, Gesellschaftsraum, drei Umkleideräumen mit zwei Duschräumen, einer Kegelbahn und einer Wohnung für den Platzwart. Darüber hinaus wurde eine Grünanlage geschaffen, die in Anlehnung an den 1929 im Rahmen der Großen Ruhrländischen Gartenbau-Ausstellung entstandenen Grugapark im Essener Süden auch Kleine Gruga genannt wurde.
1956, ein Jahr nach dem Gewinn der Deutschen Meisterschaft, wurde auf Melches´ Initiative hin ein, für damalige Verhältnisse, moderner Tribünenneubau errichtet und eine der ersten Flutlichtanlagen in Westdeutschland.

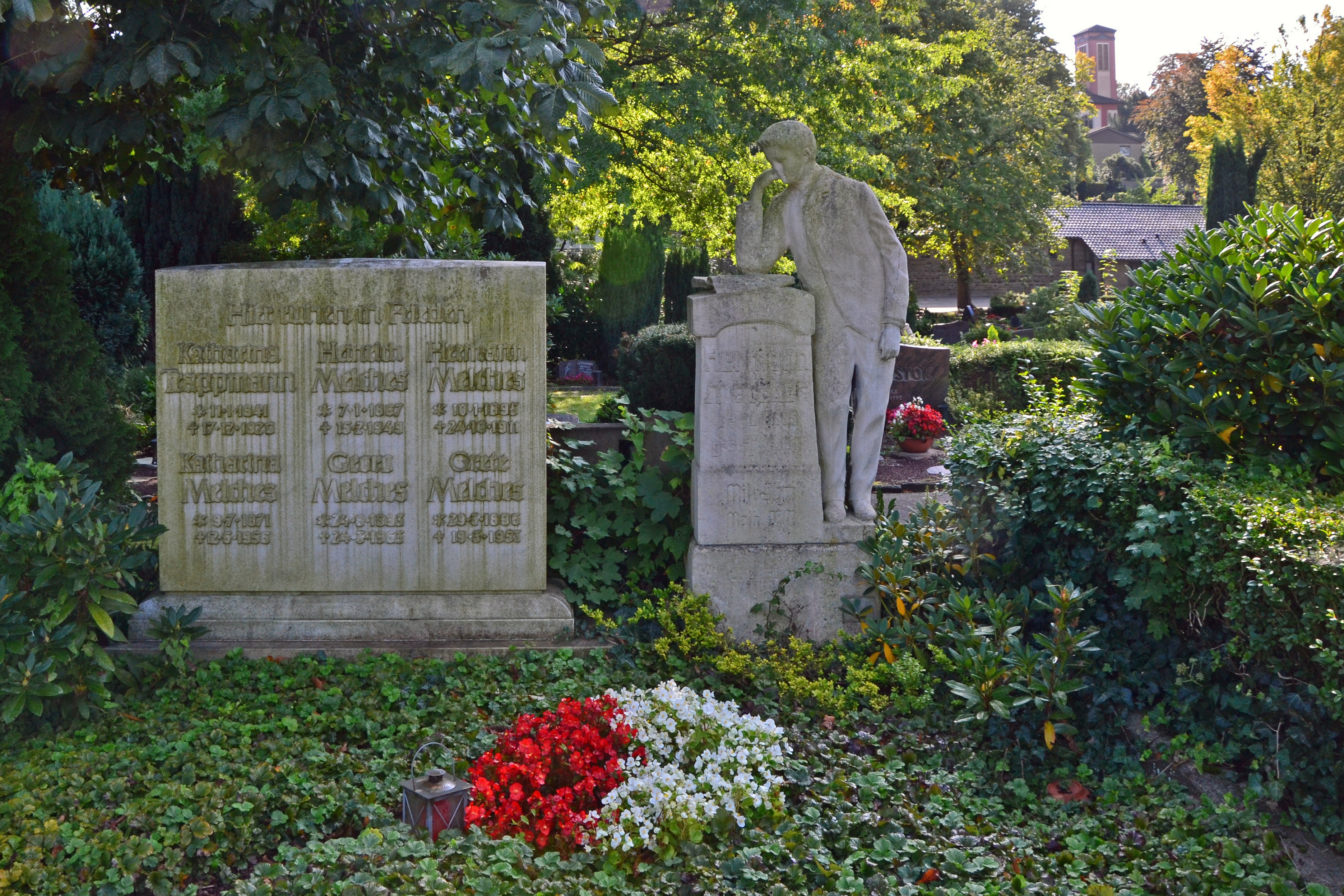
Matthäusfriedhof Essen, Grab Melches; rechts Statue des Bruders

Georg Melches stellte die Möglichkeiten seines beruflichen Lebens in den Dienst des Fußballs und insbesondere des Vereins Rot-Weiss Essen (RWE). Unter seiner Ägide wuchs RWE zu einem deutschen Spitzenverein mit internationalem Renommee. Melches Initiative war es zu verdanken, dass RWE zu einer Zeit bereits ins Ausland fuhr und dort große Spiele absolvierte, als viele Länder Sportbeziehungen mit Deutschland noch ablehnten. Kurz nach der Gründung der Bundesrepublik begann Rot-Weiss seine internationale Serie am 18. Juni 1949 mit einem Spiel gegen Wacker Wien. Höhepunkt war 1954 eine neunwöchige Amerikareise, die von Argentinien bis in die Vereinigten Staaten führte. Seine Möglichkeiten endeten endgültig mit der Pensionierung 1959, nachdem zuvor mit dem Aufkommen der Bergbaukrise 1957 das Engagement der Zechen für die Vereine ein Ende fand. Fast unmittelbar folgte der sportliche Absturz der Rot-Weissen mit dem Abstieg aus der Oberliga West im Jahr 1961.
Georg Melches starb während eines Kuraufenthalts auf der Bühlerhöhe. Sein Grab befindet sich auf dem Matthäusfriedhof in Essen-Borbeck. Im November 2011 wurde die Grabstätte umfassend renoviert.

## Ehrungen
Am 5. August 1964 – ein Jahr nach seinem Tod im Alter von fast 70 Jahren – wurde das „Stadion an der Hafenstraße“ nach Georg Melches benannt.
Am 12. November 2023 wurde der etwa 100 Meter lange Zufahrtsweg zum heutigen Stadion an der Hafenstraße zur Georg-Melches-Straße.